# Helvella latispora

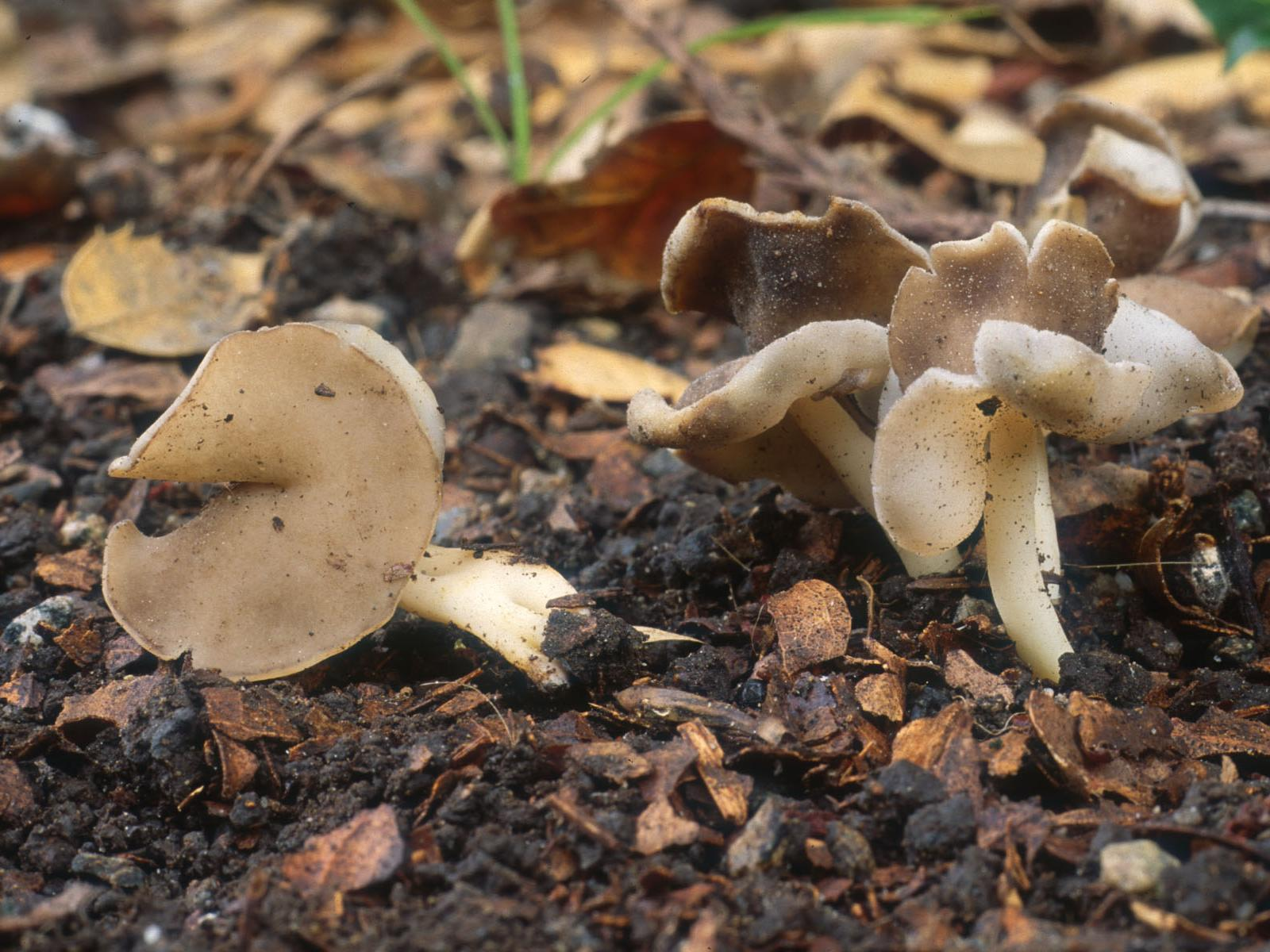

Helvella latispora Boud. – gatunek grzybów z rodziny piestrzycowatych (Helvellaceae).

## Systematyka i nazewnictwo
Pozycja w klasyfikacji według Index Fungorum: Helvella, Helvellaceae, Pezizales, Pezizomycetidae, Pezizomycetes, Pezizomycotina, Ascomycota, Fungi.
Po raz pierwszy takson ten opisał w 1898 r. Jean Louis Émile Boudier i nadana przez niego nazwa jest ważna do dzisiaj.
Synonimy:
- Helvella stevensii Peck 1904
- Leptopodia latispora (Boud.) Boud. 1907
- Leptopodia stevensii (Peck) Le Gal 1937[2].

## Morfologia
Owocnik
Składający się z kapelusza i trzonu. Kapelusz o średnicy 1–4 cm i wysokości do 4,5 cm, początkowo złożony z dwóch nieregularnych płatów o brzegach podwiniętych do góry, potem mniej lub bardziej siodłowaty, z głęboką szczeliną lub zatoką, czasami z trzema płatami, lub nieregularnie klapowany. Płodna powierzchnia górna naga, gładka, jasnobrązowa do płowożółtej lub biaława, sterylna powierzchnia dolna biaława. Trzon o wysokości 1–7 cm, ale czasami aż do 13 cm, grubości 2–10 mm, w przybliżeniu cylindryczny, nagi, pusty wewnątrz, o powierzchni białawej do bladobrązowawej, przy podstawie z białą grzybnią. Miąższ białawy, cienki, kruchy, bez wyraźnego zapachu i smaku.
Cechy mikroskopowe
Zarodniki 15–21 × 10–12,5 µm, eliptyczne, gładkie z jedną dużą kropla oleju. Parafizy szkliste, cylindryczne z maczugowatymi lub tylko zaokrąglonymi wierzchołkami o szerokości 5–9 µm. Strzępki powierzchniowe szkliste, ułożone palisadowo, septowane, o szerokości 5–12,5 µm, z maczugowatymi elementami końcowymi.
Gatunki podobne
Jest to drobny gatunek, w trakcie swojego rozwoju dość wyraźnie zmieniający kształt. Kluczowe cechy identyfikacyjne to: kształt kapelusza, blady kolor, białawy, niebruzdowany i nierowkowany trzon, rozmyta dolna powierzchnia kapelusza oraz tendencję do owocnikowania późną wiosną lub wczesnym latem.

## Występowanie i siedlisko
Helvella latispora występuje w Ameryce Północnej i Europie, podano też jedno stanowisko w Azji Środkowej. W Europie jest szeroko rozprzestrzeniona i podano wiele jej stanowisk od Morza Śródziemnego po środkową część Półwyspu Skandynawskiego. Brak tego gatunku w opublikowanym w 2006 r. wykazie wielkoowocnikowych workowców Polski, ale w późniejszych latach podano kilka jego stanowisk w Polsce. Aktualne stanowiska podaje także internetowy atlas grzybów. Jest w nim podana jako synonim gatunku Helvella levis i znajduje się na liście gatunków zagrożonych i wartych objęcia ochroną.
Grzyb naziemny, prawdopodobnie mykoryzowy. Rośnie w rozproszeniu lub gromadnie pod twardymi drzewami liściastymi, zwłaszcza dębami; często wzdłuż ścieżek i dróg lub na świeżej glebie. Owocniki pojawiają się od późnej wiosny i wczesnego lata do jesieni.